# Corralinos
Corralinos es una entidad de población española de la parroquia de Pravia, perteneciente al municipio del mismo nombre, en la comunidad autónoma de Asturias.

## Historia
Hacia mediados del siglo XIX, el lugar, ya por entonces perteneciente a la parroquia de Pravia del municipio del mismo nombre, tenía contabilizada una población de 23 habitantes. Aparece descrito en el séptimo volumen del Diccionario geográfico-estadístico-histórico de España y sus posesiones de Ultramar de Pascual Madoz con las siguientes palabras:

CORRALINOS: l. en la prov. de Oviedo, ayunt. y felig. de San Andrés de Pravia. sit. al SO. de esta parr. en las vertientes meridionales de Cueto, y en el declive de una cañada cerca del campo de Reigada. El terreno es tenaz y poco fertil. prod.: maiz, patatas y yerbas de pasto. pobl.: 6 vec., 23 alm. (V.)
(Madoz, 1847, p. 135)

En 2023, la entidad singular de población de Corralinos tenía empadronados 30 habitantes, todos ellos en el núcleo de población de ese nombre.